# Dragojla Jarnević
Dragojla Jarnević, pravo ime Karolina (Karlovac, 4. siječnja 1812. – Karlovac, 12. ožujka 1875.), bila je hrvatska književnica i učiteljica.
Nakon školovanja u Karlovcu boravila je u više europskih gradova (Grazu,Trstu, Veneciji) radeći kao odgojiteljica i guvernanta u bogatim obiteljima. Po povratku u Karlovac, pokušala je osnovati privatnu djevojačku školu, a potom je podučavala djecu oba spola u vlastitom domu. Posebice je poticala svijest o potrebi boljeg obrazovanja djevojčica.

## Književnost
Bila je za ono vrijeme vrlo napredna intelektualka, isticala se kao vatrena ilirka i borac za prava žena. Pristupivši ilirskom, odnosno hrvatskom preporodnom pokretu počela je pisati domoljubne pjesme i tekstove na hrvatskom jeziku objavljujući ih u preporodnim časopisima iako je bila odgojena na njemačkom jeziku i literaturi. Njezin roman Dva pira s tematikom iz revolucionarne 1848., pisan u tradiciji romantizma izlazio je u nastavcima u Domobranu 1864.
Literarno je najvredniji njezin intimni "Dnevnik", pisan s prekidima od 1832. do 1874. Na tisuću dvjesto stranica rukopisa osim autobiografskih zapisa sadrži i zanimljiva opažanja Dragojle Jarnević o istaknutim suvremenicima i bilješke o političkim događajima. Ovaj dragocjeni dnevnik u cijelosti objavljen tek 2000. (priredila i komentarima popratila Irena Lukšić). Dragojla Jarnević je pisala i drame Veronika Desinićeva, Marija kraljica ugarska, Duvna koje su sudeći po naslovima i njezinom književnom talentu bile veoma zanimljiva i vrijedna književna ostvarenja, ali su nažalost izgubljene. 
Pripadala je najuglednijim sudionicima hrvatskog narodnog preporoda pa je na glasovitom letku Muževi ilirske dobe među preporodnim velikanima otisnut i njezin lik. Potpisivala se i kao: Dragoila J......ćeva, Ilirkinja iz Karlovca, Il. iz K., Dragoila J., Drag. Jarnj., te Drag. Jarnevićeva.

## Dragojla Jarnević i Ivan Trnski
Boravila je u Grazu od 16. svibnja 1839. kako bi se usavršila u krojaštvu. Prilikom šetnje na brdo Schlossberg slučajno je na kuli našla stihove napisane na hrvatskom jeziku: "Zdrav mi svaki bratac bio/ Koi je godir roda moga,/ Kom je jezik ovaj mio. /Koi me j’ u njem razumio —/ Sva mu srěća došla od Boga!".
Bila je toliko oduševljena da je dopisala tekst: "Ilirkinja ’e ovdi jedna,/ Koja jezik ovaj razmi./ Premda ona tebe nezna, /Věndar je joj kruto drago,/ Da je našla ovdi rěči, kojim sèrce svoje lěči".
Uskoro je 20. kolovoza odlučila napustiti Graz i upoznala se s autorom stihova hrvatskim književnikom Ivanom Trnskim (najvećim lirskim pjesnikom ilirskoga pokreta), koji joj je postao bliski prijatelj, a bila je i zaljubljena u njega. Trnski je bio mlađi sedam godina.
Pristupanje ilirskim idejama, zahvaljujući Ivanu Trnskom, uvelike utječe na kreiranje političkog identiteta Dragojle Jarnević. Ostavila se njemačkog jezika i na poticaj Trnskog napisala svoju prvu pjesmu na hrvatskom jeziku "Želja za domovinom". Trnski je napisao "Osvrt na pjesmu Želja za Domovinom" u Danici ilirskoj, 1839.
Nikada se nije udala, svojom odlukom, a Ivan Trnski je oženio strankinju s kojom je imao petero djece. Između njih je bila "tipična romantičarska ljubav – ili romantična ljubav tipično nerealizirana brakom". Dragojla je mogla birati između mnogo muškaraca u svoje vrijeme jer je bila vrlo lijepa i privlačna žena, k tomu još obrazovana, spisateljica te pjesnikinja. Zapisi kažu kako je zaista imala mnogo udvarača od kojih je jedan ostao neprežaljen do kraja njezinog života, Ivan Trnski. Svi udvarači su odbijeni s njezine strane nekim nejasnim osjećajem srama i grješnosti. Naime, Dragojla je bila vrlo pobožna i bogobojazna žena no, također, i vrlo ponosita na sebe i svoja postignuća u životu. Prema popisu iz 1869. godine u Hrvatskoj je bilo pismeno 11% žena prema 23% pismenih muškaraca.
Trnskog je viđala s vremena na vrijeme, kad bi došao u njezin rodni Karlovac ili bi ga ona posjetila u Gvozdu ili Glini. Posvetila mu je mnoge retke svog dnevnika, ali ju fatalna ljubav prema njemu nije priječila da poštenjaka Ivana Trnskog opiše kao slavohlepnog, sujetnog i sebeljubivog slabića koji je oženio strankinju, u karijeri napredovao do majora, kasnije postao zastupnik u saboru, a dopustio da mu niti jedno od petero djece ne govori hrvatski. Još ondašnja javnost držala je da je Trnski svoje Kriesnice posvetio nesuđenoj Dragojli.
Nije nikako uspjela objaviti nijedno svoje djelo u književnom časopisu Vijenac, kojemu je Ivan Trnski dao ime. Radovi Trnskog su s druge strane redovito izlazili u Vijencu. Njega je najviše krivila za to i optužila ga da je u svojoj pripovijetci Prieki liek opisao neku zgodu iz njezina života koja je zapravo "gola laž". Njezino se ime u Vijencu konačno pojavilo 3. travnja 1875. godine u nekrologu što ga je pod znakovitim naslovom Pouka. Vjekopis Dragoile Jarnevićeve objavio naravno – Ivan Trnski.

## Planinarenje
Začetnica je planinarstva i alpinizma u Hrvatskoj u doba Ilirskog pokreta pa se smatra prvom hrvatskom planinarkom i alpinisticom. Godine 1843. kao prva žena popela se na Okić s južne, strmije strane. U to vrijeme bio je to velik poduhvat jer nije bilo alpinističke opreme pa se morala penjati bosa po stijenama. Staza njezinog uspona danas je označena kao Dragojlina staza.

## Djela
- zbirka pripovijesti Domorodne poviesti, Karlovac, 1843.
- roman Dva pira, Domobran, 1864.
- Život jedne žene. Odabrane strane Dnevnika. Zagreb 1958.
- Dnevnik. Karlovac 2000.